# 영양산토끼
영양산토끼(학명: Lepus alleni, 영어: antelope jackrabbit)는 북아메리카에 서식하는 산토끼의 일종이다.

## 지리적 분포
미국 애리조나주와 멕시코의 치와와주와 나야리트주, 시날로아주, 소노라주에서 발견된다.

## 아종
2종의 아종이 있다.
- Lepus alleni alleni
- Lepus alleni tiburonensis

## 같이 보기
- 재카로프